# Тощиха (станция, населённый пункт)
Тощиха — станция в Некрасовском районе Ярославской области. Входит в состав сельского поселения Бурмакино.

## География
Находится в восточной части Ярославской области на расстоянии приблизительно 28 км на юго-восток по прямой от вокзала станции Ярославль-Главный у железнодорожной линии Ярославль-Кострома.

## История
Станция Тощиха была открыта в 1916 году.

## Население
Численность населения: 8 человек (русские 100 %) в 2002 году, 6 в 2010.